# Адрасман
Адрасман (на таджикски: Адрасмон) е град в Таджикистан, разположен в Ащски район, Согдийска област. Населението на града през 2016 година е 14 900 души (по приблизителна оценка). Основан 1941 г. за работниците и служителите във връзка с разкритите в околността уранови мини.

## Население
| Година | Население |
| ------ | --------- |
| 1989   | 11 298    |
| 2007   | 12 700    |
| 2010   | 13 500    |
| 2016   | 14 600    |